# Fenestella angusta
Fenestella angusta är en mossdjursart som beskrevs av Steininger 1849. Fenestella angusta ingår i släktet Fenestella och familjen Fenestellidae. Inga underarter finns listade i Catalogue of Life.